# Сирил ван Хауварт
Сирил ван Хауварт (хол. Cyrille van Hauwaert, 16. децембар 1883
— 15. фебруар 1974), бивши је белгијски професионални бициклиста у периоду од 1907. до 1915. године.
Освојио је Париз—Рубе и Милано—Санремо 1908, а два пута је освојио класик Бордо—Париз. Освојио је прву етапу на Тур де Франсу 1909, гдје је био лидер трке један дан, а исте године је освојио и национално првенство Белгије у друмској вожњи. Године 1910, освојио је класик Париз—Менен, док је Тур де Франс завршио на четвртом мјесту. Последње двије сезоне, након почетка Првог свјетског рата, освајао је трку на писти — Шест дана Брисела. Последњу сезону возио је индивидуално, без тима, а завршио је каријеру на крају 1915. године.
Прије почетка Милано—Санрема 1908, тренирао је возећи бицикл од Белгије до Италије, близу Милана.

## Каријера

### 1907—1909
Професионалну каријеру почео је 1907. године, када је завршио други на Париз—Рубеу, иза Жоржа Пасерјеа. Пасерје је био доста испред Ван Хауварта, али га је на уласку на велодром у Рубеу зауставио полицајац како би провјерио да ли бицикл има лиценцу за вожњу по улицама. Пасерје је ипак задржао предност и побиједио је минут испред Ван Хауварта, док је трећепласирани Луј Труселије завршио три минута иза. У наставку сезоне освојио је класик Бордо—Париз и возио је Тур де Франс, који је напустио током десете етапе.
Године 1908, остварио је највећи успјех у каријери, освојио је Милано—Санремо, три и по минута испред Луиђија Гане. Ван Хауварт се припремао за трку тако што је возио бицикл од Белгије до Италије, близу Милана. Трка је вожена по јако лошем времену, од 48 возача колико је стартовало, само њих 14 је завршило. У Масону се издвојила водећа група од пет возача, Лињон и Ван Хауварт су се затим издвојили и брзо стекли минут предности испред Галетија. Лињон је почео да попушта, Ван Хауварт је остао сам и возио до циља, побиједивши са три и по минута испред Гане, који је морао да мијења бицикл. Двије недеље касније, возио је Париз—Рубе. У току трке, падали су и киша и снијег, а велики број возача је одустао; од 90 колико их је почело трку, њих 27 је завршило. Ван Хауварт се одвојио и брзо је стекао предност; на велодром у Рубеу је стигао са предношћу од седам минута, али је налетио на чувара и пао. Успио је да се врати на стазу и побиједио је са три и по минута испред Жоржа Лоржоа, освојивши тако свој други Монументални класик и поставши први белгијски побједник Париз—Рубеа. У наставку сезоне, завршио је Бордо—Париз на другом мјесту, иза Луја Труселијеа, док је Тур де Франс напустио током шесте етапе.  Сезону је завршио другим мјестом на националном првенству Белгије у друмској вожњи, гдје је завршио иза Франсое Верстретена.
У сезони 1909. завршио је Милано—Санремо на четвртом мјесту, 18 минута иза побједника — Луиђија Гане. У мају, освојио је Париз—Бордо испред Труселијеа, док је крајем маја возио Тур де Белгије трку, гдје је побиједио на двије етапе и завршио на трећем мјесту у генералном пласману, 19 минута иза Пола Дибока, док је на другом мјесту завршио Жан Алавоан. На Тур де Франсу генерални пласман се од 1905. до 1912. рачунао по броју бодова, побједник етапе добијао је 1 бод, други 2 бода итд., тако да је побједник на крају возач са најмање бодова. Де Хауварт је побиједио на првој етапи, воженој од Париза до Рубеа, поставши тако први Белгијанац који је побиједио на некој етапи на Туру. Другу етапу завршио је на деветом мјесту, сат и 28 минута иза побједника — Франсое Фабеа, који је преузео вођство у генералном пласману са три бода, док је Ван Хауварт пао на треће мјесто, са 10 бодова. У наставку, завршио је двије етапе на трећем мјесту, док је Тур завршио на петом мјесту у генералном пласману, са 92 бода, док је Фабе освојио Тур са 37 бодова. На крају сезоне, освојио је национално првенство у друмској вожњи.

### 1910—1915
Први велики успјех у сезони 1910, остварио је на Париз—Рубеу. Заједно са [[Октав Лапиз|Октавом Лапизом][, побједником 1999, одвојио се од групе доста прије краја. На велодром у Рубеу ушли су заједно, Ван Хауварт је био испред првих пет кругова, али га је Лапиз одспринтао на циљу и побиједио другу годину заредом, док је Ван Хауварт завршио на другом мјесту, испред Ежена Кристофа, који их је достигао у финишу на велодрому. У априлу, освојио је класик Париз—Менен, док је Париз—Брисел завршио на трећем мјесту, иза Брока и Лапиза. У јулу, возио је Тур де Франс, гдје је прву етапу, вожену од Париза до Рубеа, завршио на другом мјесту, 20 минута иза Шарла Крипелана. На подијуму се задржао до етапе 13, на којој је побиједио Гистав Гаригу, који је тако преузео треће мјесто, на којем је и завршио, док је Ван Хауварт завршио на четвртом мјесту у генералном пласману, 11 бодова иза Гаригуа.
У сезони 1911, завршио је Париз Тур класик на другом мјесту, иза Лапиза, након чега је возио Париз—Рубе. Слично као и 1910, Лапиз и Ван Хауварт су се одвојили од групе доста прије Рубеа. Прије доласка на велодром, Ван Хауварт је имао проблема са бициклом, што је омогућило Лапизу да стекне предност и освоји Париз—Рубе трећу годину заредом, док је Ван Хауварт завршио на трећем мјесту, јер га је престигао и Андре Шарпо. До краја сезоне, завршио је на трећем мјесту национално првенство Белгије у друмској вожњи, гдје је побиједио Одил Дефраје, као и Ђиро ди Ломбардију, гдје је Анри Пелисје одспринтао групу од 13 возача која је дошла на циљ заједно.
У сезони 1912, завршио је трку на писти — Шест дана Брисела, у пару са Артуром Вандерстојфом, на другом мјесту. Од друмских трка, возио је Милано—Санремо, који је завршио на 29 мјесту, 37 минута иза Анрија Пелисјеа. Године 1913, завршио је на другом мјесту класике Бордо—Париз  и Париз—Брисел, који је завршио иза Октава Лапиза; док је 1914. завршио Бордо—Париз на трећем мјесту, иза Пола Демана и Марсела Бојсеа. Исте сезоне, у пару са Холанђанином Јоном Столом, побиједио је на трци Шест дана Брисела.
Године 1914, почео је Први свјетски рат, због чега су стала готово сва такмичења. У сезони 1915, побиједио је на трци Шест дана Брисела, у пару са Јозефом ван Бевером, након чега је завршио каријеру.